# Ahurei

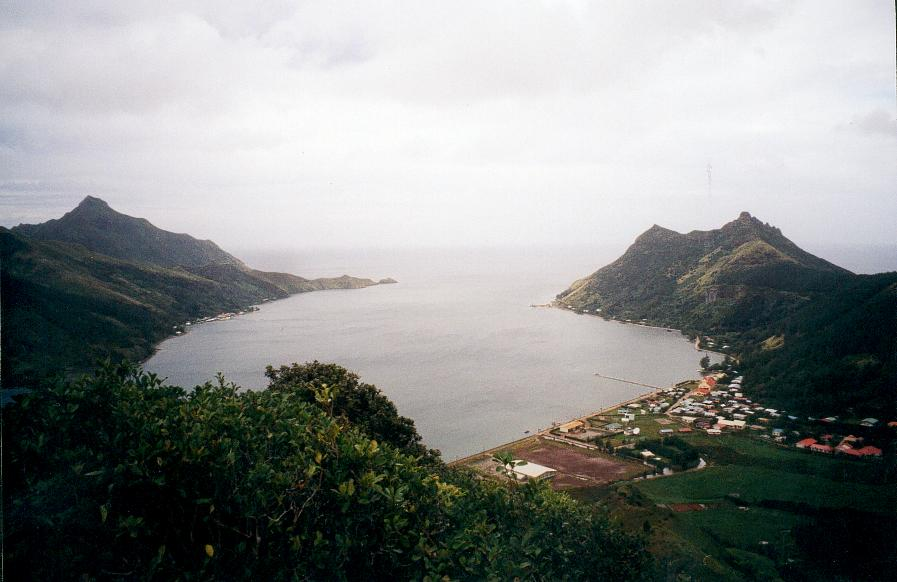
La Bahía de Ahurei con Ahurei Norte arriba y Ahurei Sur abajo de la fotografía

Ahuréi (a veces llamada Ahu'rei, 'Ha 'urei o Ha'urei, en donde el signo ' denota una parada gutural en la pronunciación) es la capital de Rapa Iti y del resto de la Islas Bass de la Polinesia Francesa. Se encuentra a ambos lados de la Bahía de Ahuréi.
La ciudad es el asentamiento habitado permanentemente más al sur donde el francés es un idioma oficial (sin contar los asentamientos sin población civil).

## Descripción
Ahuréi consta de dos barrios: Ahuréi Sur, en el lado meridional de la Bahía de Ahuréi, y Ahuréi Norte, en el lado septentrional de la Bahía de Ahuréi.